# Інформаційна субсидія
Інформаційна субсидія — це надання готової до використання інформації, яка заслуговує на увагу у преси різними джерелами, зацікавленими у її поширенні. Типові форми інформаційних субсидій включають прес-релізи, а також прес-семінари та конференції.

## Способи збору
Ця інформація є субсидією для засобів масової інформації, оскільки знижує вартість збору новин. З різних альтернатив, доступних ЗМІ для збору інформації слід виділити: 
- журналістське розслідування;
- соціальні мережі;
- звичайні джерела[2].

Звичайні джерела є найдешевшими для моніторингу та обслуговування . Використовуючи інформацію, надану зовнішніми джерелами засоби масової інформації можуть зняти економічне навантаження та скоротити час до публікації новини, особливо коли інформація подається у публіцистичному стилі, який можна легко включити в новини.

## Критика
Критики стверджують, що субсидії можуть потенційно змінювати та спрощувати процес вибору новин провідними журналістами для вибору висвітлення теми за іншими критеріями, ніж важливість та достовірність новин. На зміст висвітлення, запевняють критики, також може вплинути те, що субсидовані матеріали, як правило, є упередженими на користь організації-джерела. З точки зору джерела, ідеальною метою є те, щоб представлення новинних ЗМІ відображало якомога ближче їх власне бачення.